# Аргентит
Аргенти́т (серебряный блеск, от лат. argentum — серебро) Ag2S — минерал, серебросодержащая руда. Представляет собой кубическую модификацию сульфида серебра (I). Удельный вес 7,3; твёрдость 2,5, спайность- несовершенная, излом раковистый, черта темно-серая. Впервые упомянут Агриколой в 1529 году, но название «аргентит» получил только в 1845 г. от Вильгельма фон Хайдингера.
Другая модификация сульфида серебра, стабильная при температуре ниже 177 °C, — аканти́т. Она кристаллизуется в моноклинной сингонии.